# Isabel da Dinamarca
Isabel da Dinamarca, Condessa de Monpezat (nascida Isabel Henriqueta Ingrid Margarida, em dinamarquês: Isabella Henrietta Ingrid Margrethe; Copenhague, 21 de abril de 2007) é uma aristocrata e membro da família real dinamarquesa por ser a segunda filha e primeira menina do rei Frederico X e da rainha Maria. Ela é a quarta neta no geral (e a primeira neta feminina) da rainha Margarida II e de seu marido, o príncipe Henrique de Laborde de Monpezat. Isabel é a segunda na linha de sucessão ao trono dinamarquês, imediatamente depois de seu pai e seu irmão mais velho o príncipe Cristiano, mas não deverá exercer quaisquer deveres oficiais e tampouco receber um salário do Estado no futuro. Ela tem também dois irmãos menores, os gêmeos Vicente e Josefina.

## Nascimento e batismo
A princesa Isabel nasceu às 16h02 do dia 21 de abril de 2007, em Rigshospitalet, no Hospital Universitário de Copenhaga, sendo a primeira mulher a nascer dentro da família real dinamarquesa desde sua tia-avó, Ana Maria, em 1946. Na ocasião do seu nascimento, pesava 3,350kg e media 50 centímetros. Isabel é a segunda nascida no geral (primeira menina) de Príncipe Herdeiro Frederico e sua esposa a Princesa Herdeira Maria. O seu nascimento coincidiu com o aniversário de 60 anos de ascensão ao trono de seu bisavô paterno, o rei Frederico IX da Dinamarca e com o 81º aniversário da rainha reinante Isabel II do Reino Unido. Ao meio-dia de 22 de abril de 2007, foram disparados 21 tiros da fortaleza de Holmen, em Copenhaga, e do Castelo de Kronborg, em Helsingor, cerca de 60 quilômetros ao norte da capital da Dinamarca, para marcar o nascimento da nova princesa dinamarquesa.
Isabel foi batizada no dia 1º de julho de 2007, na capela do Palácio de Fredensborg, em comunhão com a Igreja da Dinamarca. Ela usou a mesma roupa que seu irmão mais velho (o príncipe Cristiano), usou em seu batismo, um ano antes. Esse vestido, os príncipes e princesas tem usado desde o batismo de Cristiano X da Dinamarca, em 1870. Os seus padrinhos são: a rainha Matilde da Bélgica, a princesa Alexia da Grécia e Dinamarca, Nadine Johnston, Christian Buchwald e Marie Louise Skeel. O seu nome completo só foi anunciado neste dia Isabella Henriqueta Ingrid Margrete.

## Educação
Em 13 de agosto de 2013, aos 6 anos de idade, a princesa Isabel começou a frequentar a escola primária na escola pública de Tranegårdskolen, em Gentofte, a norte da cidade de Copenhaga. Esta é a mesma escola onde estudam seus irmãos.
Em 06 de janeiro de 2020, ela e seus irmão começaram a estudar num colégio interno na Suíça, a Escola Internacional Lemania-Verbier. O anúncio de que as crianças estudariam por alguns meses neste colégio havia sido feito em outubro de 2019.
Em março de 2020, os planos foram alterados após menos de três meses de intercâmbio, e foi comunicado oficialmente que a princesa Isabel e os seus três irmãos retornariam para a cidade de Copenhaga, devido aos efeitos da Pandemia de COVID-19, para ficar com a família e o povo dinamarquês durante a pandemia.

## Questão do salário do governo dinamarquês
Em maio de 2016, em uma norma oficial divulgada pela família real dinamarquesa, após pressão pública e de alguns partidos políticos, a rainha Margarida II decidiu que, além do príncipe Cristiano (futuro Rei da Dinamarca), nenhum de seus outros netos da rainha dinamarquesa receberia um salário do Estado após atingirem a maioridade, incluindo a princesa Isabel. Portanto, isso a desobrigava de ter que cumprir compromissos oficiais para a família real dinamarquesa.

## Funções oficiais e aparições públicas
Como filha de Frederico, as suas aparições públicas são constantes, em eventos não-oficiais que envolvam os seus pais e a família; ela também é presença constante de eventos organizados pela família real dinamarquesa.
Todos os anos, a família real dinamarquesa também divulga fotos oficiais inéditas da princesa Isabel da Dinamarca para celebrar o seu aniversário.

## Saúde
Em 11 de dezembro de 2020, foi anunciado que a princesa Isabel havia testado negativo para COVID-19 (na Pandemia de COVID-19), o exame feito por precaução devido a um surto na sua escola a Tranegårdskolen e o seu irmão, o príncipe Cristiano ter sido contaminado.

## Títulos e estilos

Monograma Real da princesa Isabel da Dinamarca

- 21 de abril de 2007 - 29 de abril de 2008: Sua Alteza Real, Princesa Isabel da Dinamarca
- 29 de abril de 2008 - presente: Sua Alteza Real, Princesa Isabel da Dinamarca, Condessa de Monpezat

O seu título oficial em dinamarquês é: "Hendes Kongelige Højhed Prinsesse Isabella til Danmark, Komtesse af Monpezat".